# Lady Sings the Blues
Lady Sings the Blues från 1956 är ett musikalbum med Billie Holiday.

## Låtlista
1. Lady Sings the Blues (Billie Holiday/Herbie Nichols) – 3:46
2. Trav'lin' Light (Trummy Young/Jimmy Mundy/Johnny Mercer) – 3:08
3. I Must Have That Man (Jimmy McHugh/Dorothy Fields) – 3:04
4. Some Other Spring (Arthur Herzog Jr/Irene Higginbotham) – 3:36
5. Strange Fruit (Lewis Allan) – 3:05
6. No Good Man (Dan Fisher/Sammy Gallop/Irene Higginbotham) – 3:18
7. God Bless the Child (Billie Holiday/Arthur Herzog Jr) – 4:00
8. Good Morning Heartache (Ervin Drake/Dan Fisher/Irene Higginbotham) – 3:28
9. Love Me or Leave Me (Walter Donaldson/Gus Kahn) – 2:38
10. Too Marvelous for Words (Richard Whiting/Johnny Mercer) – 2:16
11. Willow Weep for Me (Ann Ronell) – 3:08
12. I Thought About You (Jimmy Van Heusen/Johnny Mercer) – 2:47

Bonusspår på cd-utgåvan från 1990
1. P.S. I Love You (Gordon Jenkins/Johnny Mercer) – 3:36
2. Softly (Eddie Beal/Joe Greene) – 2:55
3. Stormy Blues (Billie Holiday) – 3:27

## Inspelningsdata
3 september 1954 i Capitol Studios, Los Angeles (spår 9–15)
6 juni 1956 i Fine Sound Studios, New York (spår 1–4)
7 juni 1956 i Fine Sound Studios, New York (spår 5–8)

## Medverkande
- Billie Holiday – sång
- Charlie Shavers – trumpet (spår 1–8)
- Harry Edison – trumpet (spår 9–15)
- Tony Scott – klarinett (spår 1–4, 6–8)
- Paul Quinichette – tenorsax (spår 1–4, 6–8)
- Willie Smith – altsax (spår 9–15)
- Wynton Kelly – piano (spår 1–8)
- Bobby Tucker – piano (spår 9–15)
- Kenny Burrell – gitarr (spår 1–8)
- Barney Kessel – gitarr (spår 9–15)
- Aaron Bell – bas (spår 1–8)
- Red Callender – bas (spår 9–15)
- Lenny McBrowne – trummor (spår 1–8)
- Chico Hamilton – trummor (spår 9–15)